# Groß Spiegelberg
Groß Spiegelberg ist ein Ortsteil der Gemeinde Jatznick im Landkreis Vorpommern-Greifswald im Land Mecklenburg-Vorpommern.

## Geographische Lage
Der Ort liegt südwestlich des Gemeindezentrums. Nördlich schließt sich das Waldgebiet Brohmer Berge an; nordwestlich der weitere Ortsteil Waldeshöhe. Südöstlich ist die Gemeinde Schönwalde, südlich die weiteren Jatznicker Ortsteile Blumenhagen sowie Klein Luckow im Westen. Im Westen befindet sich der Michaelssee.

## Geschichte
Über die Besiedlung des Ortes ist bislang nicht viel überliefert. Das genealogische Handbuch des Adels nennt das Geschlecht der Spiegelberger aus Spiegelberg stammend. Nachdem Graf Nikolaus von Spiegelberg im Jahre 1326 als Ratsherr im nahe gelegenen Strasburg urkundlich erwähnt ist, und auch seine Nachkommen noch bis ins 18. Jahrhundert als Ratsherren in Strasburg auftreten, kann vermutet werden, dass diese Groß Spiegelberg gegründet haben und das Rittergut in Groß Spiegelberg als Meierhof bzw. Domäne genutzt wurde. Im Jahre 1331 wird Nicolaus Spegelberch in Groß Spiegelberg urkundlich belegt. Als sicher gilt, dass Handwerker im 15. oder 16. Jahrhundert im Ort eine Dorfkirche errichteten. Im 18. Jahrhundert entstand ein Gutshaus, das um 1801 um zwei Anbauten erweitert wurde. Um 1896 befand sich der Ort im Besitz der Familie Glantz, die des Anfang des 20. Jahrhunderts an die von Winterfeldt veräußerte. Sie hielten auch das Kirchenpatronat inne und erweiterten die Kirche um eine Gruft. Nach dem Ende des Zweiten Weltkrieges diente das Haus zu Wohnzwecken und wurde Anfang des 21. Jahrhunderts saniert.

## Kultur und Sehenswürdigkeiten
- Die Kirche Groß Spiegelberg entstand im 15./16. Jahrhundert aus Feldsteinen, die anschließend verputzt wurden. Im 18. Jahrhundert erneuerten Handwerker die Südwand. Im Innenraum steht unter anderem ein Kanzelkorb aus dieser Zeit.
- Gutsanlage mit Gutshaus
- Die Landarbeiterhäuser in der Dorfstraße 16/17, 30/31 und 32 stehen unter Denkmalschutz
- Brohmer Berge

## Wirtschaft und Infrastruktur

### Wirtschaft
Neben der Landwirtschaft existieren einige wenige Handwerksbetriebe.

### Verkehr
Die Wilsickower Straße führt von Südwesten kommend in den historischen Ortskern. Dort zweigt sie sich auf und führt als Spiegelberg sowohl in nordwestlicher wie auch in nordöstlicher Richtung aus dem Ort. Über Waldeshöhe besteht darüber eine Verbindung zur Bundesstraße 109. In südlicher Richtung besteht über Blumenhagen ein Anschluss an die Bahnstrecke Bützow–Szczecin sowie die Bundesautobahn 20.

## Persönlichkeiten
- Otto von Zieten (1747–1817), preußischer Generalleutnant, Chef des Ostpreußischen Kürassier-Regiments, Gouverneur von Königsberg sowie Erbherr auf Wildberg, gestorben in Groß Spiegelberg